# عدد ناسلت
عدد ناسلت(به انگلیسی: Nusselt number) یک عدد بدون بعد می‌باشد که در انتقال حرارت مبین نسبت گرمای انتقال یافته از طریق همرفت (یا جابجایی) به گرمای انتقال یافته از طریق رسانش (یا هدایتی )در مرز سیستم می‌باشد. این عدد که با نماد (Nu) نشان دادهٔ شود به افتخار مهندس آلمانی ویلهلم ناسلت(به آلمانی: Wilhelm Nußelt) نامگذاری شده است.این عدد بدون بعد است که ارتباط نزدیکی با عدد رایلی در سیال دارد. عدد ناسلت با مقدار یک (‏صفر)‏نشان‌دهنده انتقال حرارت با هدایت خالص است. مقدار بین یک ‏و ۱۰ مشخصه جریان اسلاگ یا جریان آرام است. یک عدد ناسلت بزرگ‌تر مربوط به مکانیزم همرفت فعال‌تر، با جریان آشفته‌ای معمولا در محدوده ۱۰۰ - ۱۰۰۰ است. یک ویژگی غیرابعادی مشابه، عدد بیوت است که مربوط به رسانایی گرمایی برای یک جسم جامد به جای یک سیال است.

## رابطه
عدد ناسلت نسبت مکانیزم جابجایی به انتقال حرارت به صورت رسانش یا هدایت در سراسر یک مرز است. جریان‌های گرمایی همرفت و رسانش با یکدیگر و با نرمال سطح مرزی موازی بوده و همگی عمود بر میانگین جریان سیال در حالت ساده می‌باشند. 
{\displaystyle \mathrm {Nu} _{L}={\frac {hL}{k_{f}}}={\frac {\mbox{Convective heat transfer coefficient}}{\mbox{Conductive heat transfer coefficient}}}}
که در آن:
- L = طول مشخصه
- kf = رسانندگی گرمایی سیال
- h = ضریب انتقال گرمایی همرفت
- انتخاب طول مشخصه باید در جهت رشد (‏یا ضخامت)‏لایه مرزی باشد؛ نمونه‌هایی از طول مشخصه عبارت است از: قطر خارجی یک استوانه در جریان متقاطع (‏عمود بر محور استوانه)‏، طول صفحه عمودی که تحت همرفت طبیعی یا قطر کره قرار دارد. برای شکل‌های پیچیده، طول را می‌توان به صورت حجم جسم سیال تقسیم‌بر سطح تعریف نمود.
- ضریب هدایت حرارتی سیال معمولا (‏اما نه همیشه)‏در دمای فیلم مورد ارزیابی قرار می‌گیرد، که برای اهداف مهندسی می‌تواند به عنوان میانگین دمای توده سیال و دمای سطح دیواره محاسبه شود

بر خلاف تعریف بالا که با نام عدد ناسلت متوسط شناخته می‌شود، عدد ناسلت محلی با در نظر گرفتن طول به عنوان فاصله از مرز سطحی [‏ ۱ ]‏ تا نقطه مورد نظر محلی تعریف می‌شود:
{\displaystyle \mathrm {Nu} _{x}={\frac {h_{x}x}{k}}}
میانگین عدد ناسلت با انتگرال‌گیری از عبارت در محدوده مورد نظر به دست می‌آید،
به این صورت که: 
{\displaystyle {\overline {\mathrm {Nu} }}={\frac {{\frac {1}{L}}\int _{0}^{L}h_{x}\ dx\ L}{k}}={\frac {{\overline {h}}L}{k}}}

## مفهوم
درک لایه‌های مرزی همرفت برای درک انتقال حرارت همرفتی بین یک سطح و یک سیال که از آن عبور می‌کند، ضروری است. یک لایه مرزی حرارتی در صورتی توسعه می‌یابد که دمای جریان آزاد سیال و دمای سطح متفاوت باشد. پروفایل دما به دلیل تبادل انرژی ناشی از این اختلاف دما وجود دارد. 
نرخ انتقال حرارت را می‌توان با استفاده از قانون سردشدن نیوتونی به صورت زیر نوشت: 
{\displaystyle Q_{y}=hA\left(T_{s}-T_{\infty }\right)},
که h ضریب انتقال حرارت و A سطح انتقال حرارت است. از آنجا که انتقال حرارت در سطح به وسیله رسانش است، همین کمیت می‌تواند به صورت رسانایی گرمایی k بیان شود. 
{\displaystyle Q_{y}=-kA{\frac {\partial }{\partial y}}\left.\left(T-T_{s}\right)\right|_{y=0}}.
این دو عبارت با هم برابرند؛ درنتیجه 
{\displaystyle -kA{\frac {\partial }{\partial y}}\left.\left(T-T_{s}\right)\right|_{y=0}=hA\left(T_{s}-T_{\infty }\right)}.
پس
{\displaystyle {\frac {h}{k}}={\frac {\left.{\frac {\partial \left(T_{s}-T\right)}{\partial y}}\right|_{y=0}}{\left(T_{s}-T_{\infty }\right)}}}.
ضرب‌کردن در طول نمونه L یک عبارت بدون بعد را می‌دهد:
{\displaystyle {\frac {hL}{k}}={\frac {\left.{\frac {\partial \left(T_{s}-T\right)}{\partial y}}\right|_{y=0}}{\frac {\left(T_{s}-T_{\infty }\right)}{L}}}}.
سمت راست نسبت گرادیان دما در سطح به گرادیان دمای مرجع است، در حالی که سمت چپ شبیه مدول بایوت است. این نسبت مقاومت گرمایی رسانا به مقاومت گرمایی همرفتی سیال می‌شود که به عنوان عدد ناسلت هم شناخته می‌شود. 
{\displaystyle \mathrm {Nu} ={\frac {h}{k/L}}={\frac {hL}{k}}}.

## ریشه
عدد ناسلت را می توان با آنالیز بدون بعد قانون فوریه به دست آورد زیرا برابر با گرادیان دمای بدون بعد در سطح است: 
{\displaystyle q=-kA\nabla T}
که در آن q نرخ انتقال حرارت، k هدایت گرمایی ثابت و T دمای سیال می‌باشد. 
در واقع، اگر: 
{\displaystyle \nabla '=L\nabla } and {\displaystyle T'={\frac {T-T_{h}}{T_{h}-T_{c}}}} 
به این می‌رسیم که
{\displaystyle -\nabla 'T'={\frac {L}{kA(T_{h}-T_{c})}}q={\frac {hL}{k}}}
بعد تعریف می‌کنیم
{\displaystyle \mathrm {Nu} _{L}={\frac {hL}{k}}}
بنابراین معادله به صورت زیر در می‌آید:
```
:

  

    

      

        

          

            
N

            
u

          

          

            
L

          

        

        
=

        
−

        

          
∇

          
′

        

        

          
T

          
′

        

      

    

    
{\displaystyle \mathrm {Nu} _{L}=-\nabla 'T'}

  

```

با انتگرال گیری بر روی سطح بدنه: 
{\displaystyle {\overline {\mathrm {Nu} }}=-{{1} \over {S'}}\int _{S'}^{}\mathrm {Nu} \,\mathrm {d} S'\!},
که 
where {\displaystyle S'={\frac {S}{L^{2}}}}.

## ارتباطات تجربی
به طور معمول، برای همرفت طبیعی عدد ناسلت متوسط به صورت تابعی از عدد رایلی و عدد پرانتل بیان می‌شود که به صورت زیر نوشته می‌شود: 
{\displaystyle \mathrm {Nu} =f(\mathrm {Ra} ,\mathrm {Pr} )}
در غیر این صورت، برای همرفت اجباری، عدد ناسلت معمولا تابعی از عدد رینولدز و عدد پرانتل است، یا 
{\displaystyle \mathrm {Nu} =f(\mathrm {Re} ,\mathrm {Pr} )}
ارتباطات تجربی برای طیف گسترده‌ای از هندسه‌ها در دسترس هستند که نشان‌دهنده عدد ناسلت در اشکال فوق می‌باشد. 

### همرفت طبیعی در یک دیوار عمودی
برگرفته از چرچیل و چو:
{\displaystyle {\overline {\mathrm {Nu} }}_{L}\ =0.68+{\frac {0.663\,\mathrm {Ra} _{L}^{1/4}}{\left[1+(0.492/\mathrm {Pr} )^{9/16}\,\right]^{4/9}\,}}\quad \mathrm {Ra} _{L}\leq 10^{8}}

### همرفت طبیعی از صفحات افقی
اگر طول مشخصه تعریف شود:
```

  

    

      

        
L

        
 

        
=

        

          

            

              
A

              

                
s

              

            

            
P

          

        

      

    

    
{\displaystyle L\ ={\frac {A_{s}}{P}}}

  

```

## همرفت اجباری در صفحه مسطح

### صفحه مسطح در جریان آرام
عدد ناسلت محلی برای جریان آرام بر روی یک صفحه تخت، در فاصله‌ای از صفحه، 
به سمت پایین از لبه صفحه به این صورت است:
{\displaystyle \mathrm {Nu} _{x}\ =0.332\,\mathrm {Re} _{x}^{1/2}\,\mathrm {Pr} ^{1/3},(\mathrm {Pr} >0.6)}
متوسط عدد ناسلت برای جریان آرام بر روی یک صفحه تخت، از لبه صفحه تا یک فاصله x رو به پایین[۴]:
{\displaystyle {\overline {\mathrm {Nu} }}_{x}\ ={2}\cdot 0.332\,\mathrm {Re} _{x}^{1/2}\,\mathrm {Pr} ^{1/3}\ =0.664\,\mathrm {Re} _{x}^{1/2}\,\mathrm {Pr} ^{1/3},(\mathrm {Pr} >0.6)}

### کره در جریان همرفتی
در برخی کاربردها، مانند تبخیر قطرات مایع کروی در هوا، از رابطه زیر استفاده می‌شود: [‏ ۵ ] 
{\displaystyle \mathrm {Nu} _{D}\ ={2}+0.4\,\mathrm {Re} _{D}^{1/2}\,\mathrm {Pr} ^{1/3}\,}